# Albert Pfeiffer

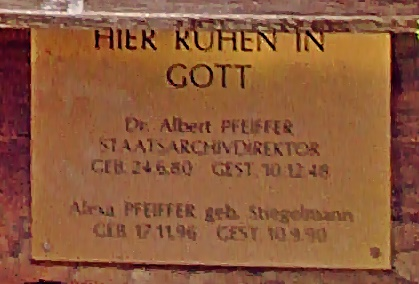
Grabinschrift, Friedhof Gleisweiler

Albert Rudolph Xaver Pfeiffer (* 24. Juni 1880 in Rheinzabern; † 19. Dezember 1948 in Gleisweiler) war ein deutscher Archivar.

## Leben

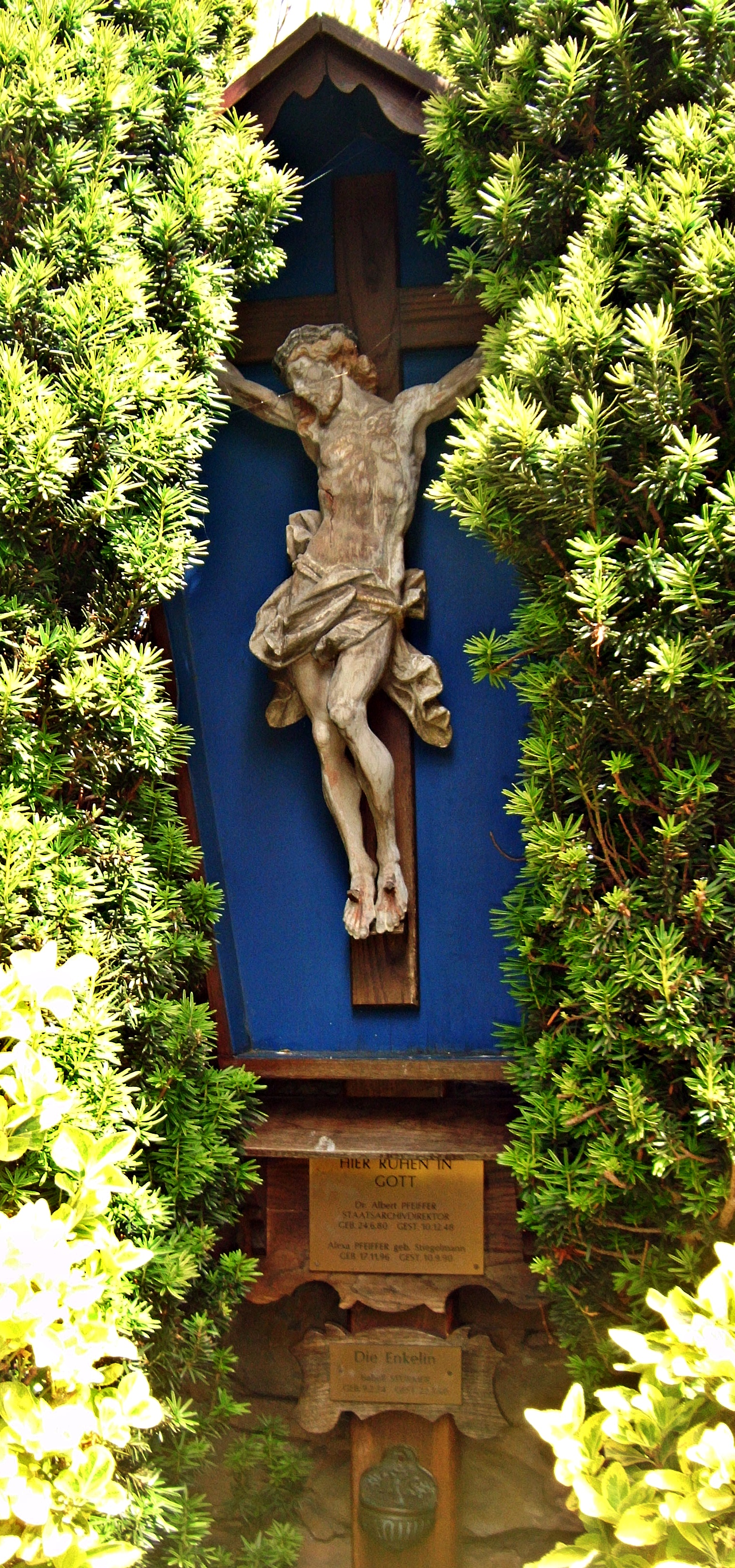
Grabkreuz, Friedhof Gleisweiler

Albert Rudolph Xaver Pfeiffer wurde als Sohn des katholischen Bezirkshauptlehrers Franz Xaver Pfeiffer und der Anna Maria Barbara Bosch geboren und hatte dreizehn Geschwister, darunter die Politiker Maximilian Pfeiffer (1875–1926), Anton Pfeiffer (1888–1957) und den Diplomaten Peter Pfeiffer (1895–1978).
Albert Pfeiffer studierte von 1899 bis 1904 Rechtswissenschaften an den Universitäten München und Würzburg. Als Student wurde er Mitglied der katholischen Studentenverbindungen K.St.V. Ottonia München und K.St.V. Walhalla Würzburg im KV. 1904 legte er die juristische Staatsprüfung ab und promovierte ein Jahr später an der Universität Erlangen zum Dr. jur. utr. Er arbeitete ab 1905 im Staatsarchiv Speyer und war seit 1908 zugleich Archivar der Stadt Speyer. Im Ersten Weltkrieg diente er von 1915 bis 1918 als Leutnant der Reserve.
1919 wurde er Schriftleiter der Zeitschrift Pfälzisches Museum. Als einziger Deutscher beteiligte er sich an einer französischen Archivkommission von Charles Schmidt, die Quellen mit Frankreichbezug in den rheinischen Archiven suchte. Das sogenannte Rheinland-Inventar war umstritten und noch in seinem Nachruf 1948 wurde seine Beteiligung kritisiert.
1925 wurde er Generalsekretär der Pfälzischen Gesellschaft zur Förderung der Wissenschaften (PGFW). Ein Jahr später wurde er zum Amtsvorstand des Speyerer Staatsarchivs ernannt und 1930 zum Staatsarchivdirektor. Diese Stellung behielt er bis 1937, danach wurde er auf Druck der Nationalsozialisten ins Staatsarchiv Landshut versetzt. Pfeiffer trat zum 1. Mai 1937 der NSDAP bei (Mitgliedsnummer 4.092.375). 1940 durfte er kriegsbedingt an das Staatsarchiv Speyer zurückkehren.
Im Zweiten Weltkrieg diente er als Oberkriegsverwaltungsrat beim Verwaltungsstab des Militärbefehlshabers in Frankreich. Ende 1941 wurde er aus der Gruppe Archivwesen in Frankreich abgezogen und erneut Direktor des Staatsarchivs Speyer.
Nach dem Ende des Zweiten Weltkriegs wurde er Berater in Archivfragen und Bibliotheksangelegenheiten des Oberregierungspräsidiums Rheinhessen-Pfalz. Gesundheitlich angeschlagen verstarb er vier Monate nach seinem 40-jährigen Dienstjubiläum.

## Ehrungen
In Speyer wurde eine Straße nach Albert Pfeiffer benannt.

## Werke
- Das Archiv der Stadt Speyer, Festschrift 1912, Flickr, Archivalia